# Bulgaarse parlementsverkiezingen april 2021

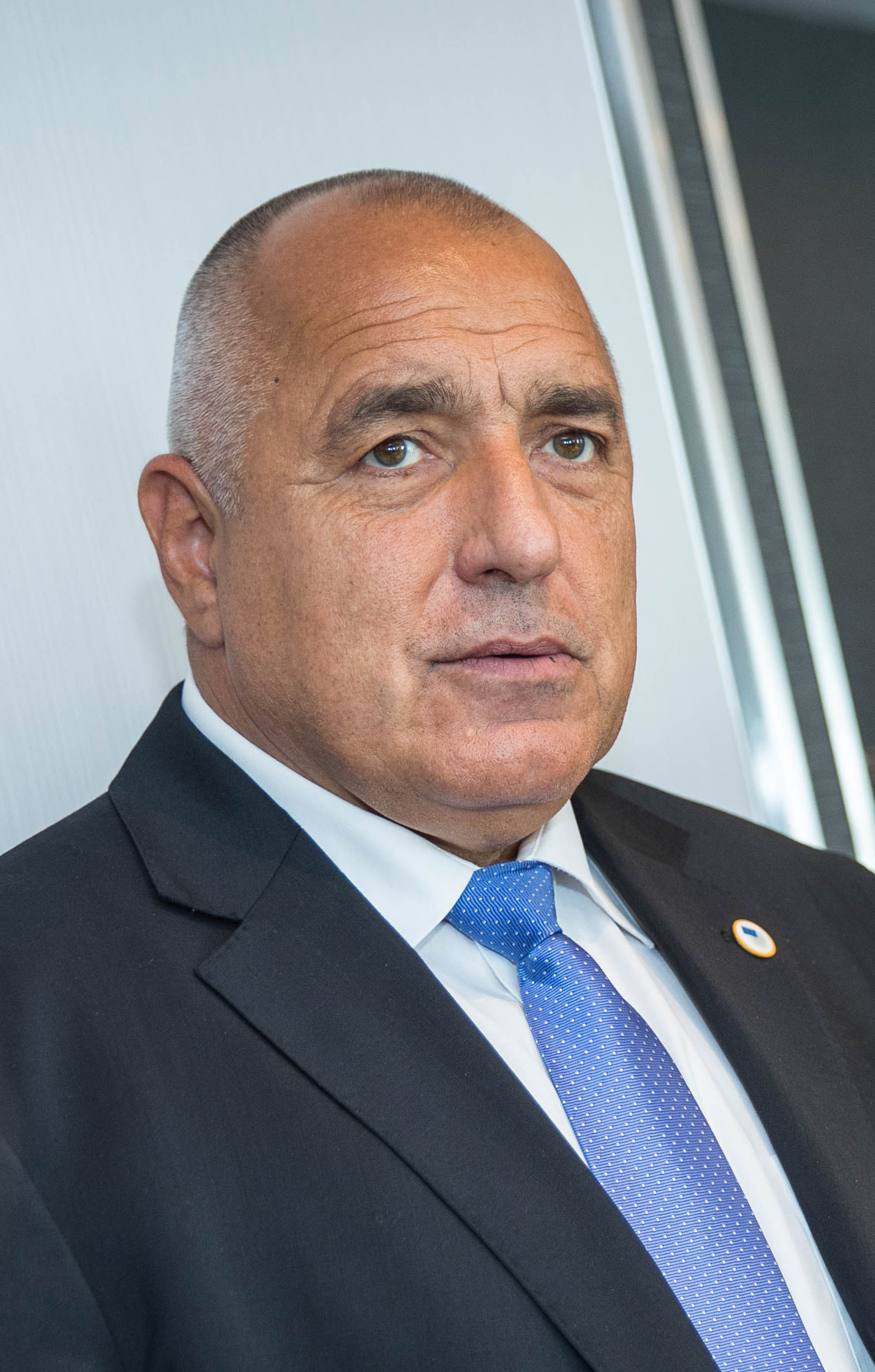
Zittend premier Bojko Borisov (*1959), aan de macht sinds 2009.

De Bulgaarse parlementsverkiezingen van 4 april 2021 werden gewonnen door GERB, de partij van zittend premier Bojko Borisov (*1959). De partij verloor wel haar meerderheid in de Nationale Vergadering.

## Uitslag
| Partij                             | Stemmen | %       | Zetels   |
| ---------------------------------- | ------- | ------- | -------- |
| GERB-SDS                           |         | 25,85%  | 75 / 240 |
| Er is zo'n Volk                    |         | 17,40%  | 51 / 240 |
| BSP voor Bulgarije                 |         | 14,80%  | 43 / 240 |
| Beweging voor Rechten en Vrijheden |         | 10,40%  | 30 / 240 |
| Democratisch Bulgarije             |         | 9,30%   | 27 / 240 |
| Sta op! Maffia, Wegwezen!          |         | 4,7%    | 14 / 240 |
| Andere partijen en kandidaten      |         | 17,55%  | 0 / 240  |
| Totaal                             |         | 100,00% | 240      |
|                                    |         |         |          |
| Geldige stemmen                    |         |         |          |
| Blanco/ ongeldige stemmen          |         |         |          |
| Totaal uitgebrachte stemmen        |         | 100,00% |          |
| Geregistreerde kiezers/ opkomst    |         | 49,10%  |          |
| Bron: Uitslag                      |         |         |          |

## Nasleep
Omdat Borisov er niet in slaagde een coalitieregering te vormen, werden er nieuwe verkiezingen uitgeschreven. Deze verkiezingen vonden op 11 juli 2021 plaats.